# Tour Bretagne
Pour les articles homonymes, voir Tour de Bretagne.
La tour Bretagne, qui a été inaugurée le 18 novembre 1976, est un immeuble de bureaux situé dans le centre-ville de Nantes, entre la place de Bretagne, les rues de l'Arche-Sèche et de l'Abreuvoir, et la place du Cirque (sur le cours des 50-Otages, ancien cours de l'Erdre).
Avec une hauteur de 144 mètres, il s'agit de la cinquième plus haute tour de bureaux de province après la tour Incity, la tour To-Lyon et la tour Part-Dieu à Lyon et la tour CMA-CGM à Marseille. Les antennes qui s’y trouvent atteignent une hauteur proche de 144 mètres, au sommet de la réserve d'eau, environ 25 mètres au-dessus du dernier étage.
La tour Bretagne a été conçue par l'architecte Claude Devorsine à la demande d’André Morice, maire de Nantes de 1965 à 1977.

## Historique

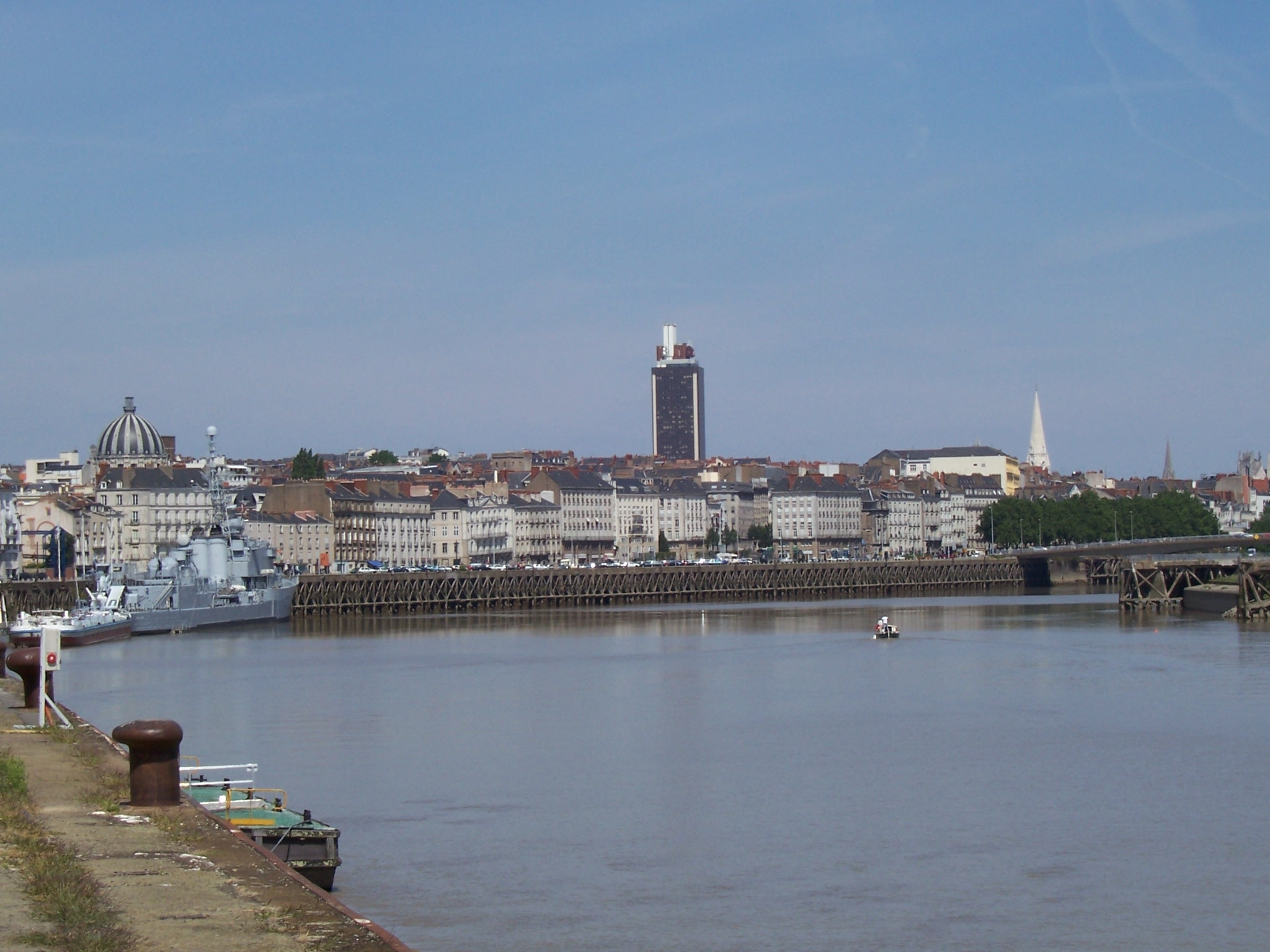
La tour domine le centre-ville de Nantes.

### Le projet
Le quartier de la place Bretagne, autrefois faubourg du Marchix, considéré avant la Seconde Guerre mondiale comme insalubre et dangereux, a été très endommagé lors des bombardements alliés sur Nantes, notamment ceux de septembre 1943.
Son réaménagement commence par la construction autour de la place de deux immeubles jumeaux, toujours existants, qui abritent la Poste centrale de Nantes, la Trésorerie générale et la Carsat.
Ce projet de tour est intégré au plan de réaménagement de la place Bretagne, dirigé par Michel Roux-Spitz, au cours des années 1960, après que Nantes a été classée parmi les « métropoles d'équilibre » du pays. La tour Bretagne devait représenter la puissance économique de la ville et être une de ses nouvelles vitrines.

### La réalisation
Entre 1966 et 1968, l'architecte Claude Devorsine et l'ingénieur-conseil Marcel André, conçoivent un bâtiment devant s'élever sur une parcelle trapézoïdale, présentant un dénivelé de 15 mètres. En 1968, l'idée est de construire un immeuble comportant :
- un parking, réparti sur six étages et doté d'une station-service, auquel les voitures accèderaient par une rampe extérieure et dont l'accès pourra se faire soit depuis la place de Bretagne, soit depuis la place du Cirque ;
- un vaste centre commercial, implanté aux trois niveaux immédiatement supérieurs, et comptant 25 boutiques, ainsi qu'un restaurant self-service ;
- des bureaux dans l'ensemble des étages au-delà ;
- une terrasse accueillant un restaurant panoramique de 200 mètres carrés.

En 1969, un groupe de promoteurs nantais se constitue, sous la forme d'une société civile immobilière, pour gérer la partie immobilière du projet.
Les travaux commencent le 30 septembre 1971, après de nombreux retards. Alors qu'initialement la mise à disposition est prévue pour l'été 1974, la difficulté d'obtention des agréments en matière de sécurité et d'urbanisme, et les modifications de plans imprévues retardent la livraison de la tour. Elle est inaugurée en 1976, après cinq ans de travaux.

### Un semi-échec économique
À l'achèvement de la tour, dix ans après le lancement du projet, les mentalités ont changé, et le bâtiment est perçu négativement[réf. souhaitée]. Il représente pour certains le symbole d'un urbanisme inhumain, axé sur le profit, et une aberration dénaturant le patrimoine ancien. La tour est inaugurée l'année de la sortie du film catastrophe La Tour infernale.
La tour n’est pas un grand succès. En effet, elle est restée longtemps à moitié vide en raison du coût élevé de ses loyers. La multiplication des suicides depuis la terrasse entraîne la fermeture du restaurant du 29e étage. Aucun commerce ne s'installe dans la base de la tour, comme il était initialement prévu. Cette aventure a causé des difficultés à nombre de ses promoteurs.
Pour remplir ses 16 300 m2, dont 3 060 m2 de commerces, dotés de 350 places de parking, ce sont essentiellement des administrations qui décident d'y installer une partie de leurs services. Fin 2017, les étages de la Tour Bretagne sont ainsi principalement occupés par la direction des ressources numériques de Nantes Métropole, ceux de l'Unité territoriale 44 de la DIRECCTE (anciennement Inspection du travail de Loire-Atlantique), les services informatiques de la DGFiP. Parmi les autres occupants de la Tour figurent aussi le Conseil de développement de Nantes Métropole, le comité d'établissement du Crédit lyonnais et une étude notariale. Le CCO occupe une partie du rez-de-chaussée avec la revue Place Publique. Un restaurant est installé au pied de la tour depuis 2017.
La tour est en friche depuis 2020.

### Événements
Le 22 septembre 2009, une vitre se brise au 12e étage et tombe sur le toit du parking et sur la voie publique sans faire de victime. La raison invoquée est un problème de variation de température.
Les 12 et 13 décembre 2009, en parallèle du sommet de Copenhague, l'association « Et si on s'activait » utilise la Tour Bretagne comme affiche géante. On peut alors lire grâce aux stores fermés ou non sur toute la longueur et sur les quatre faces les mots : We can act now (« nous pouvons agir maintenant »).
Le 1er décembre 2012, un homme saute en parachute depuis le 32e étage.
Le 23 novembre 2014, 40 tonnes de matériel sont héliportées sur le toit de la tour afin de remplacer le système de climatisation.
À l'occasion de son 40e anniversaire, en septembre 2016, la revue « Place Publique Nantes-St Nazaire » consacre un dossier spécial à la Tour Bretagne, tandis que le Festival Scopitone et la « Nantes digital week » coproduisent une création lumineuse du collectif russe Tundra, qui habille la tour du 15 au 23 septembre.

## Architecture
La base de la tour est d'une structure complexe qui mesure 144 mètres, possède huit ascenseurs, 2 groupes électrogène, 2 groupes froid  et une réserve d'eau de 90 000 litres à son sommet. Construite sur une surface de 1 800 m2, elle prend appui entre la place du Cirque et la place de Bretagne, l'écart d'altitude entre les deux esplanades étant de 15 m. L'architecte a tiré parti de la forte déclivité du terrain pour aménager six étages de parking laissant libre cours à une forme de fantaisie, soulignée par le contraste avec les formes géométriques simples de la tour elle-même sur lesquelles elle repose.

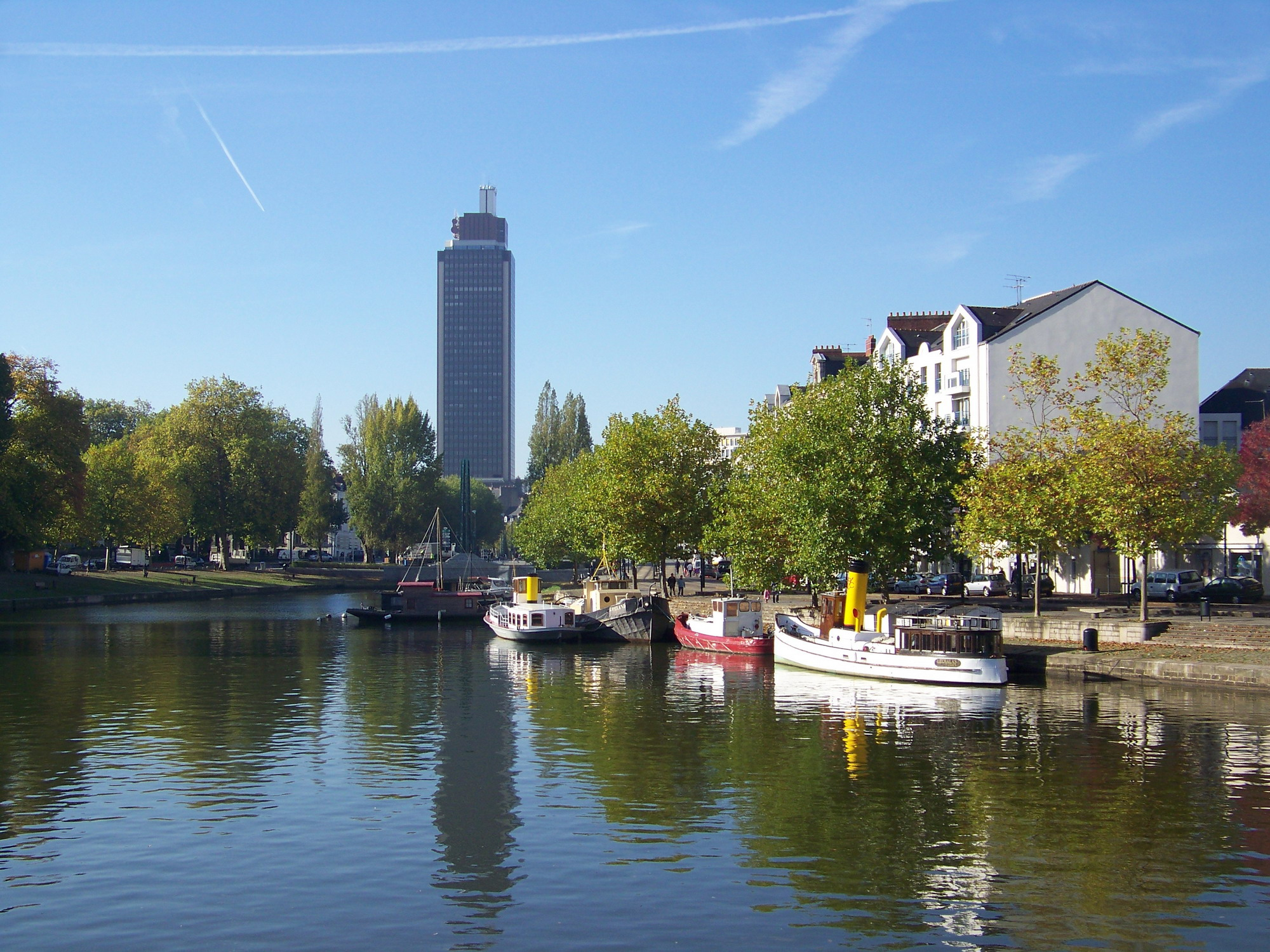
La Tour Bretagne vue depuis les quais de l'Erdre

Cette base est constituée de trois rez-de-chaussée : les niveaux 0 (qui se situe à vingt mètres au-dessus du Cours des 50-Otages), 1er et 2e, nouvelle renumérotation des étages effectué en 2009, ceci afin de supprimer les étages appelés RC 1 - RC 2 et RC 3 qui étaient à l'origine desservis par les escalators. Ces derniers sont surmontés par trente-deux étages de bureaux et par deux étages techniques. Tout autant que l'immeuble, cette partie tranche avec l'architecture alentour. Le lien avec l'espace alentour est, à l'origine, la place donnée à l'automobile. Lors de la construction de la tour, le cours des 50-Otages est parcouru par neuf voies de circulation parallèles, configuration rendue possible par le comblement de l'Erdre, réalisé une quarantaine d'années auparavant. Une large place est donc donnée à un garage pour voitures, sur plusieurs niveaux, et dont l'accès se fait en empruntant une rampe ayant l'aspect d'un toboggan. Ce ruban extérieur apporte des courbes à l'ensemble, la base a des allures de corolle.

## Projet de restructuration
En février 2017, des traces de poussières d'amiante sont découvertes dans les clapets de désenfumage du bâtiment. Des travaux de surfactage (fixation des fibres d'amiante) sont effectués dans le courant de l'été 2017.
En février 2018, de nouvelles traces d'amiante sont relevées dans certaines gaines de désenfumage. Un chantier général de désamiantage est en cours d'étude. Il nécessitera l'évacuation totale de la tour pour être réalisé.
En juin 2019, les copropriétaires de l'immeuble dont plus de 80 % des bureaux sont désertés en fin d’année, ont missionné un bureau d’études pour réfléchir au devenir de la tour. Trois solutions ont été proposées : soit vider le bâtiment pendant 6 à 18 mois afin de ne changer que les volets amiantés pour environ 2 à 3 M€ ; soit rénover en sus, des espaces communs ; soit désamianter et transformer radicalement le bâtiment sur le plan architectural afin de le mettre au goût du jour. La décision ne sera pas prise avant plusieurs mois d’études. Le 30 janvier 2020, l'assemblée générale des copropriétaires a confirmé la nécessité de réaliser les travaux, faute de quoi, en vertu des contraintes  à la fois réglementaires, techniques et économiques, l’édifice ne pourra plus être exploité. 
Le 25 mai 2020, les 70 copropriétaires de la tour optent finalement pour une refonte totale du bâtiment entraînant sa fermeture pour une durée de 5 à 10 ans. Les groupes immobiliers Giboire et Lamotte, qui ont investi dans le projet en rachetant plusieurs étages, se chargeront d'étudier les différentes options architecturales qui pourrait entraîner le changement de vocation de l'édifice. 
Le 21 Novembre 2024 Le projet de rénovation de la tour Bretagne est dévoilé. Celui-ci comprendra à terme :  
- 200 logements sur 30 niveaux  
- 3 niveaux avec des surfaces commerciales
- un lieu de coworking et un espace de 1000 m² qui accueillera des « occupations d’utilité sociale ».
- un roof top sur 600 m² et deux niveaux. 
La fin des travaux de rénovation est attendue pour une livraison à l'horizon 2029.  

### Le Nid
Le 15 juin 2012, la terrasse 32e étage est rouverte au public après plus de 10 ans de fermeture.
Elle accueille l’œuvre du plasticien Jean Jullien, représentant le nid d'un volatile. Un bar suit cette thématique et accueille les clients dans des sièges en forme de coquilles d’œufs, à près de 120 mètres d'altitude, sous l’œil bienveillant d'une gigantesque cigogne. La terrasse, rénovée et sécurisée, offre quant à elle un panorama à 360° sur la métropole et ses alentours. Le Nid ferme définitivement ses portes le 30 juin 2020 et ses 12 salariés sont licenciés à la suite de la décision des copropriétaires de la tour d'effectuer d'importants travaux d'une durée estimée de cinq à dix ans. 